# チャールビル駅
チャールビル駅（英語：Charleville railway station）はオーストラリアクイーンズランド州チャールビル キング・ストリートにあるクイーンズランド鉄道ウェスタン線の駅。

## 概要
クイーンズランド州遺産登録に登録されている。

## 利用可能な鉄道路線／列車
クイーンズランド鉄道トラベルトレインの発車する列車は下記の通り。
ブリスベンとチャールビル間の夜行長距離列車ザ・ウェストランダー号 …ブリスベン方面 水・金 発車 